# Hermann Greve
Hermann Greve (* 1957 in Weyhe-Sudweyhe, Landkreis Diepholz) ist ein deutscher Autor. Schwerpunkt seiner Veröffentlichungen sind regionale Themen.

## Leben
Greve lebt und arbeitet in Weyhe (Niedersachsen) und ist in der Region südlich von Bremen als Autor tätig. An der Westfälischen Wilhelms-Universität in Münster studierte er Geschichte, Volkskunde und Publizistik. Seit 1982 arbeitet er freiberuflich in den Bereichen Printmedien, Hörfunk und Museen. Außerdem betreut er das Stadtarchiv in Syke und – zusammen mit Wilfried Meyer – das Gemeindearchiv in Weyhe.

## Werke

### Buchveröffentlichungen
- zusammen mit Heinz-Hermann Böttcher, Heiner Büntemeyer und Wilfried Meyer: SYKE und umzu. Syke 1983
- Bibliographie des Landkreises Diepholz unter Einschluß der Samtgemeinden Harpstedt (Landkreis Oldenburg), Eystrup und Grafschaft Hoya (Landkreis Nienburg) sowie Riede (Samtgemeinde Thedinghausen, Landkreis Verden). (Hrsg.: Landkreis Diepholz), Syke / Diepholz 1984, XXXVIII u. 453 S. (3505 Titel) m. 22 Abb.
- zusammen mit Harald Focke und Hilmar Kurth: Als die Synagogen brannten. Der Judenpogrom vom 9./10. November 1938 in Deutschland und im Kreis Diepholz. Seine Vorgeschichte und seine Folgen. (Hrsg.: Arbeitskreis Regionalgeschichte Syke), Sulingen 1988, 179 S. m. zahlr. Abb.
- Gegen das Vergessen. Verfolgung und Unterdrückung in Weyhe 1933 - 1945. Ein Beitrag zum Weyher Mahnmal für die Opfer des Nationalsozialismus. (Hrsg.: Gemeinde Weyhe; Weyhe, 1995), 59 S. m. 17 Abb.
- zusammen mit Klaus Fischer (Fotos): Stadtbilder aus Syke. Leipzig 1996, 48 S. m. 56 Abb.; ISBN 3-931554-13-9
- Der Sudweyher Mühlenhof und die Armenhausstiftung der Marianne H. von Schwichelt. Von Wassermüllern und Walkknechten. Von Witwen und Waisen. Fischerhude 1998, 144 S. m. zahlr. Abb.; ISBN 3-88132-256-6
- 70 Jahre Stadtrechte Syke. (Hrsg.: Stadt Syke) Syke 1999, 32 S. m. zahlr. Fotos
- mit Arend de Vries, Tillmann Benfer, Dagmar Brusermann, Elisabeth Geppert, Dieter Rüfenacht, Inge Ahrens und Albert Gerling-Jacobi: Die Kuhn-Orgel in der Felicianus-Kirche zu Weyhe. Weyhe 2006
- „Stolpersteine“ Der Erinnerung einen Namen geben. Informationen zu den achtzehn Syker „Stolpersteinen“, verlegt am 11. Juni 2006 und 18. April 2007 von Gunter Demnig. Eine Dokumentation zur Geschichte der jüdischen Gemeinde in Syke. (Hrsg.: Stadt Syke), Syke 2007, 72 S. m. zahlr. Abb.
- (als Bearb.): Syker ZEITFENSTER 1919 - 1949 - Band 4: April 1945. Kriegsende in Syke – Zeitzeugen berichten. Hrsg.: Stadt Syke und VHS Landkreis Diepholz, Syke 2011

- zusammen mit Gabriele Ullrich:
- Fibel, Ranzen, Pausenbrot. Lese- und Bilderbuch zur Schulgeschichte im Landkreis Diepholz. (Mitarbeit: Ralf Vogeding; Hrsg.: Kreismuseum Syke), Syke 1991, 102 S. m. 70 Abb.
- 13mal Syke. Eine historische Lesereise. Weyhe 1992, 200 S. m. 116 Abb.
- Nach-Kriegs-Jahre. Lebens-Chancen in den Altkreisen Grafschaft Hoya und Grafschaft Diepholz 1945 bis 1948. (Hrsg.: Kreismuseum Syke und Heimatmuseum Hoya), Syke 1995, 160 S. m. zahlr. Abb.
- Unterwegs … in Syke. Ein Kultur- und Naturreiseführer für Syke und seine Ortsteile. Ein Führer durch die Hachestadt. Natur - Kultur – Geschichte. Fischerhude 2002, 144 S. m. zahlr. Abb.; ISBN 3-88132-305-8

### Beiträge zu Buchveröffentlichungen
- Die Entwicklung des Zeitungswesens. In: Landkreis Diepholz. Lebensraum, Verwaltungseinheit I. (Red.: Hans Gerke; Hrsg.: Landkreis Diepholz), Diepholz 1984, Seite 145–164
- Vergessen, verdrängt, verneint … Stationen jüdischen Lebens in Syke, Brinkum, Leeste, Kirchweyhe. In: Harald Focke, Hermann Greve, Hilmar Kurth: Als die Synagogen brannten. Der Judenpogrom vom 9./10. November 1938 in Deutschland und im Landkreis Diepholz. Seine Vorgeschichte und seine Folgen. Sulingen 1988, Seite 27–96
- März 1938: „Frühling der Erfüllung“. Der „Anschluß“ Österreichs im Spiegel der Lokalpresse - Berichte aus Syke, Brinkum, Twistringen und Bassum. In: Auch hier bei uns war Krieg. Die Jahre 1938 bis 1945 im Raum zwischen Bremen und Diepholz. (Hrsg.: Harald Focke / Hilmar Kurth für den Arbeitskreis Regionalgeschichte), Sulingen 1989, Seite 14–31
- Vom Kaiserreich zum Grundgesetz. Spuren Weyher Geschichte 1871 - 1949. Materialien zu einer Ausstellung der Gemeinde Weyhe anläßlich des 40. Jahrestages der Verkündung des Grundgesetzes für die Bundesrepublik Deutschland am 23. Mai 1949. Weyhe ²1990, 140 S. m. zahlr. Abb.
- „… ein nützliches und vorteilhaftes Nebengewerbe.“ Der Seidenbau in Hoya-Diepholz bis zur deutschen Reichsgründung 1871. In: Seide und Batik. Katalog zur Ausstellung im Museum Nienburg/Weser. Nienburg/Weser 1996, Seite 10–33
- Morus alba und Bombyx mori (Über den Maulbeerbaum und -spinner). Zur Geschichte und Gewinnung der Edelseide. In: Seide und Batik. Katalog zur Ausstellung im Museum Nienburg/Weser. Nienburg/Weser 1996, Seite 34–40
- Alte Mackenstedter Kornbrennerei. In: Von Tabakpflanzern und Trunkenbolden. Zur Geschichte von Bier, Branntwein und Tabak in Norddeutschland. Syke 2000, S. 73–77
- Keine Chance für Kinder? In: Hermann Greve, Friedrich Kratzsch, Friedrich Menke, Karl Sandvoß, Harald Storz, Ralf Vogeding: Der Willkür ausgesetzt. Zwangsarbeiter und Kriegsgefangene in den Altkreisen Grafschaft Hoya und Grafschaft Diepholz 1940 - 45. Begleitbuch zur Ausstellung. (Hrsg.: Kreismuseum Syke), Syke 2003, S. 39–63
- Die Herstellung von Geflechten und Strohhüten. / Die Herstellung von Strohhülsen. In: Beate Bollmann, Holger Hertwig, Friedrich Kratzsch: Strohverarbeitung in Twistringen. Begleitbuch zum Museum der Strohverarbeitung Twistringen. (Hrsg.: Museum der Strohverarbeitung Twistringen), Diepholz 2005, S. 38–43 / S. 65–70
- Unterschichten im Amt Syke – 1500 bis 1800. Eine Skizze. In: Materialien zur Alltagsgeschichte, Hausforschung und Kultur im Landkreis Diepholz und benachbarten Regionen. Band 1 – 2008. Hrsg.: Ralf Vogeding für das Kreismuseum Syke. Westermann GmbH 2008, S. 45–58
- Die jüdische Gemeinde in Syke / The jewish community in Syke. In: Auf ins Kaff. Katalog zur Ausstellung im Syker Vorwerk – Zentrum für zeitgenössische Kunst, 17.10.–26.12.2021, S. 8–22.

### Rundfunksendungen
- zusammen mit Gabriele Ullrich:
- Standort: Syke. Aus der Frühgeschichte des Speditionswesens. (30 Min.), Radio-Bremen II („Heimaterkundung“) 1988
- Kriegsende in Syke. Erinnerungen an den April 1945. (30 Min.; Feature), Radio Bremen II 1989